# Нијаси
Нијаси су староседеоци Нијаса, острва у близини западне обале Северне Суматре, у Индонезији. На нијаском језику, Нијаси су познати као Оно Ниха; што буквално значи „потомци човека”. Док је острво Нијас познато као Тано Ниха, где Тано значи „земља” на језику Нијаса.
Место је познато широм света јер његови огромни таласи стварају савршене услове за сурфовање на острву Ниас. Ипак, осим што је врхунска међународна дестинација за сурфовање, ово острво поседује непроцењиво културно наслеђе које датира из 10 000. године пре нове ере. Ниаси су заједница која и даље активно живи по нормама и пракси аутохтоне културе. Обичајно право Нијаса се обично назива фондрако, регулише све аспекте живота од рођења до смрти. Историјски докази мегалитских структура и резбарења камена који се налазе у унутрашњости острва показују да су древни Нијаси практиковали мегалитску културу. Систем касти је препознат и у друштву Нијаса. Највиши ниво касте назива се Балугу, а да би дошли до овог нивоа касте, морају се одржати велики фестивали позивајући хиљаде људи и клање хиљада свиња на неколико дана.
Према попису из 2010. укупан број Нијаса је 1.041.925.

## Језик
Нијаски језик је аустронежански језик који се говори на острву Нијас и Бату острвима у близини западне обале Суматре у Индонезији. Познат је као Ли Ниха својим изворним говорницима. Спада у подгрупу северозападносуматранских језика, који такође укључује Ментавајски језик и Батачке језике. У 2000. години било је око 770.000 говорника.
Постоје три главна дијалекта: 
- северни
- централни
- јужни

## Археолошка опажања
Археолошка опажања су спроведена на острву Нијас од 1999. године. Запажања су открила да људи насељавају острво Нијас од пре 12.000 година. Насељено је миграцијом из континенталне Азије на острво Нијас током периода палеолита. У ствари, постоје индикације ове миграције који иду и до пре 30.000 година. Током тог периода постојала је само Хоа Бинх, вијетнамска цивилизација која је слична оним која се налазе на острву Нијас.
Ново генетско истраживање је открило да Нијаси из Северне Суматре воде порекло од аустронежанских народа. Сматра се такође да су њихови преци дошли из Тајвана преко Филипина пре 4.000 до 5.000 година.
У истраживању које је трајало 10 година са узорцима крви од 440 Нијаса у 11 села на острву Нијас показало је да су Y-хромозом и ДНК митохондрије Нијаса и тајванских староседеоца и филипинских народа идентични. Осматрање је такође открило да генетика данашњих Нијаса више не носи никакве трагове древних Нијаса, оних чији су остаци пронађени у пећини Тоги Ндрава у централном Нијасу. Археолошки налази пронађених камених алата показали су да су људи који живе у пећини старији од 12.000 година. Генетичка разноликост Нијаса је веома ниска у поређењу са другим народима, нарочито Y-хромозома. Ово указује на то да је у историји популације Нијаса дошло до појаве „ефекта левка”. Студије су такође утврдиле да Нијаси не деле генетику са етничким групама које живе на Андаманским и Никобарским острвима у Индијском океану, која су географски близу. Иако је познато да је дошло до миграције аустронезијских народа између Тајвана и индонежанског архипелага, укључујући Нијас, и даље је неизвесно да ли је миграција почела од Тајвана до Нијаса или обрнуто.

## Економија
Економија Нијаса заснована је на лову, трговини, пољопривреди и узгоју свиња. Нијаси су углавном били ратници. Заробљавали би робове и трговали њима међу собом у различитим селима. Међусобни ратови били су константни на острву, ово је имало важан утицај на архитектуру.

## Архитектура
Нијас острво има изузетну традицију у архитектури. Омо Себуа је име које се додељује посебним Нијаским конструкцијама. Класичне куће су изграђене за поглавице села и посебно су дизајниране у одбрамбене сврхе: не само против непријатеља, већ и од могућих земљотреса, јер су куће изузетно флексибилне. Можете да приступите само кроз уско степениште које има скривена врата са замком. Њихова главна видљива карактеристика су драмски конвексни и оштри опечени кровови. Структуре су биле засноване на стубовима испуњеним бамбусовом кором као још један вид одбране.
Важан део острва је музеј Пусаза Нијас. Музеј поседује важну збирку праисторијских објеката представника културе и историје острва.

## Култура

### Исхрана:
- Гови Нихандро или Гови Нитуту
- Харинаке: млевена свињетина
- Годо-годо: Исецкана касава направљена у облику куглице за кување, а касније додате кокосове љуспице
- Кофо-кофо: Млевено рибље месо направљено у облику кугле за сушење или димљење
- Ни'овуру: Слано свињско месо за дуже складиштење
- Ракигае: Похована банана
- Тамбоио
- Лема
- Гае Нибого: Банане на жару
- Казимоне
- Гуло-Гуло Фаро: бомбоне направљене од кокосовог млека
- Нами: Слана јаја јаја за дуже складиштење

### Пиће:
- Туо нифаро: Палмово вино
- Туо мбануа: Сирово палмино вино и корен различитих биљака да дају одређену количину алкохола

## Ритуали
Већину ритуала представљају ратни плесови. Најпознатија од ових церемонија је прескакање камена, изворно Хомбо Бату. Ово је био ритуал вештине који је указивао на тренутак када је дечак постао човек и био је спреман да постане ратник. Овај иницијални корак био је у ствари скок преко камена од 2 m украшен оштром бамбусовом трском на врху.

###### Друге церемоније:
- Фахомбо: Скок над стеном
- Фателе или Фалуиа: Ратни плес
- Маена: Групни плес
- Тари Моио: Орао плес
- Фанговаи: Поздрав гостовања
- Слава Оно Нихало: Венчања
- Фасосо Левуо: Бамбу такмичење међу младићима да тестирају снагу